# 4-Brombenzonitril
4-Brombenzonitril (abgekürzt 4-BBN) ist ein Halogenaromat mit einer Cyanogruppe in para-Stellung zum Bromatom. Die Verbindung stellt einen vielseitigen Molekülbaustein (engl. building block) für chemische Zwischenprodukte dar, z. B. von substituierten Benzophenonen als Vorstufe für NSAIDs, von symmetrischen und unsymmetrischen Biphenylen und funktionellen 1,3,5-Triazinen durch Trimerisierung für Flüssigkristalle und UV-Filter, sowie für DPP-Hochleistungspigmente oder OLED-Materialien.

## Vorkommen und Darstellung
Die meisten Synthesevarianten für 4-Brombenzonitril gehen aus von 4-Brombenzaldehyd (aus 4-Bromtoluol durch Bromierung nach der SSS-Regel und anschließende Hydrolyse des entstehenden 4-Brombenzalbromids), der mit Hydroxylamin bzw. Hydroxylaminhydrochlorid HACl zum entsprechenden Oxim reagiert. Für die Dehydratisierung des Oxims werden mehrere Routen angegeben, die in hohen Ausbeuten 4-Brombenzonitril liefern, z. B. mit dem wasserentziehenden Dicyclohexylcarbodiimid DCC in Gegenwart von Kupfer(II)ionen und Triethylamin (NEt3).
Eine breit anwendbare Alternativroute ohne das problematische Reagenz DCC bietet das Erhitzen des 4-Brombenzaldehyds mit HACl in Dimethylsulfoxid DMSO (Ausbeute 99 %), wobei der Chlorwasserstoff aus dem HACl aktivierend auf DMSO als Dehydratisierungagens auf das intermediär gebildete Oxim wirkt.
Bei Raumtemperatur verläuft diese Reaktion mit Sulfurylfluorid SO2F2 in Gegenwart der Base NEt3 in Chloroform
oder in DMSO in Gegenwart von Natriumcarbonat Na2CO3 in Ausbeuten > 90 %.
Dehydratisierung von 4-Brombenzamid mit einem Zirkonium-Komplex erzeugt 4-BBN in einer Ausbeute von 93 %.
Ammonoxidation von 4-Bromtoluol mit einem Gemisch aus Ammoniak und Sauerstoff an einem Vanadium(V)-oxid/Phosphorpentoxid-VPO-Kontakt bei ca. 400 °C liefert analog zum beschriebenen o-Bromtoluol 4-Brombenzonitril.

## Eigenschaften
4-Brombenzonitril ist ein farbloser kristalliner Feststoff mit Bittermandelgeruch, der nach Sublimation im Vakuum in langen, hochflexiblen Nadeln kristallisiert, die sich mechanisch biegen und verdrillen lassen. 4-BBN löst sich sehr wenig in Wasser, aber gut in Alkoholen wie Methanol und Ethanol und in organischen Lösungsmitteln, wie z. B. Aceton, Chloroform und Diethylether.

## Anwendungen
In einer Palladium-katalysierten Buchwald-Hartwig-Kupplung kann 4-Brombenzonitril unter Mikrowellenbestrahlung in brauchbaren Ausbeuten mit Imidazol in N-(4-cyanophenyl)imidazol überführt werden.
4-Brombenzonitril kann mithilfe von Bis(cycloocta-1,5-dien)nickel Ni(COD)2 zu dem symmetrischen Biphenyl 4,4‘-Dicyanobiphenyl verknüpft werden.
Der Aufbau unsymmetrischer Cyanobiphenyle gelingt durch Kumada-Kupplung mit 4-Brombenzonitril.
Unter geeigneten Reaktionsbedingungen können bei hohen chemischen Ausbeuten (> 90 %) unsymmetrische Cyanobiphenyle im Verhältnis 20:1 zu den als Nebenprodukten anfallenden Benzophenonen erhalten werden.
Im Schlüsselschritt einer neuen Synthese des besonders nach Operationen des Grauen Stars eingesetzten NSAID Bromfenac  reagiert 2-Indolinon mit 4-BBN in einer Friedel-Crafts-Acylierung zum Ketimin, das anschließend zum entsprechenden Benzophenon hydrolysiert wird.
Ein intensiv rotes Diketopyrrolopyrrol-Pigment wird bei der Umsetzung von 4-Brombenzonitril mit Bernsteinsäure-di-tert-amylester (durch Umesterung von Bernsteinsäuredimethylester) in Gegenwart von Natrium-tert-amylat in tert-Pentanol (2-Methylbutan-2-ol) als Lösungsmittel erhalten.
Dem Reaktionsansatz werden geringe Mengen eines Rotpigments, z. B. eines Chinacridon-Pigments zur Verhinderung des Partikelwachstums der Zielverbindung zugesetzt. Das erhaltene DPP-Pigment ist sehr temperaturstabil mit einer Zersetzungstemperatur oberhalb 500 °C und eignet sich als Toner und als rotes Farbfilter für Bildschirme und Farbdisplays.
4-Brombenzonitril cyclotrimerisiert in Gegenwart von Trifluormethansulfonsäure TfOH zu dem farblosen Feststoff 2,4,6-Tris(4-bromphenyl)-1,3,5-triazin (Ausbeute 85 %).
Das Trimerisierungsprodukt von 4-BBN kann als Ausgangsmaterial für den Aufbau dreiarmiger Sternmoleküle durch Sonogashira-Kupplung mit endständigen Alkinen dienen.
Die erhaltenen Verbindungen sind flüssigkristallin. Sie bilden teilweise kolumnare Phasen und zeigen intensive grün-blaue Photolumineszenz.
Suzuki-Reaktion von 4-Brombenzonitril mit 2,4-Difluorbenzolboronsäure erzeugt 2,4-Difluoro-4‘-cyanobiphenyl (74 %), das mit TfOH in hoher Ausbeute (89 %) zum 1,3,5-Triazin cyclotrimerisiert werden kann.
Mit Caesiumcarbonat CsCO3 dotierte Filme aus derart funktionalisierten Triazinen könnten sich als effiziente Elektronenakzeptoren in n-dotierten Elektronentransportschichten von blau phosphoreszierenden OLEDs eignen.
4-BBN bildet mit Natriumazid/Ammoniumchlorid NaN3/NH4Cl in einer 1,3-dipolaren Cycloaddition 4-Bromphenyltetrazol (98 % Ausbeute), das mit 4-Brombenzoylchlorid zum symmetrischen 2,5-Diaryl-1,3,4-oxadiazol umgesetzt wird (91 %).
Verknüpfung dieses gebogenen Molekülgrundgerüsts an den para-ständigen Bromatomen mit mesogenen Gruppen erzeugt gebogene (bananenförmige) (engl. bent-shaped oder banana-shaped) Moleküle mit starker blauer Fluoreszenz, die ebenfalls für OLED-Anwendungen in Betracht kommen.
Kommerzielles Interesse findet 4-Brombenzonitril und das daraus abgeleitete Trimerisierungsprodukt 2,4,6-Tris(4-bromphenyl)-1,3,5-triazin in dem in einer Suzuki-Reaktion mit Benzolboronsäure zugänglichen Breitspektrum-UV-Filter 2,4,6-Tris(biphenyl-4-yl)-1,3,5-triazin, der unter dem Markennamen Tinosorb® A2B in kosmetischen Sonnenschutzmitteln eingesetzt wird.

## Externe Links zu erwähnten Verbindungen
1. ↑  Externe Identifikatoren von bzw. Datenbank-Links zu Bromfenac:  CAS-Nr.: 91714-94-2, PubChem: 60726, ChemSpider: 54730, DrugBank: DBDB00963, Wikidata: Q2487682.